# Antiblemma lacteigera
Antiblemma lacteigera là một loài bướm đêm trong họ Erebidae.